# Wilho Sjöström

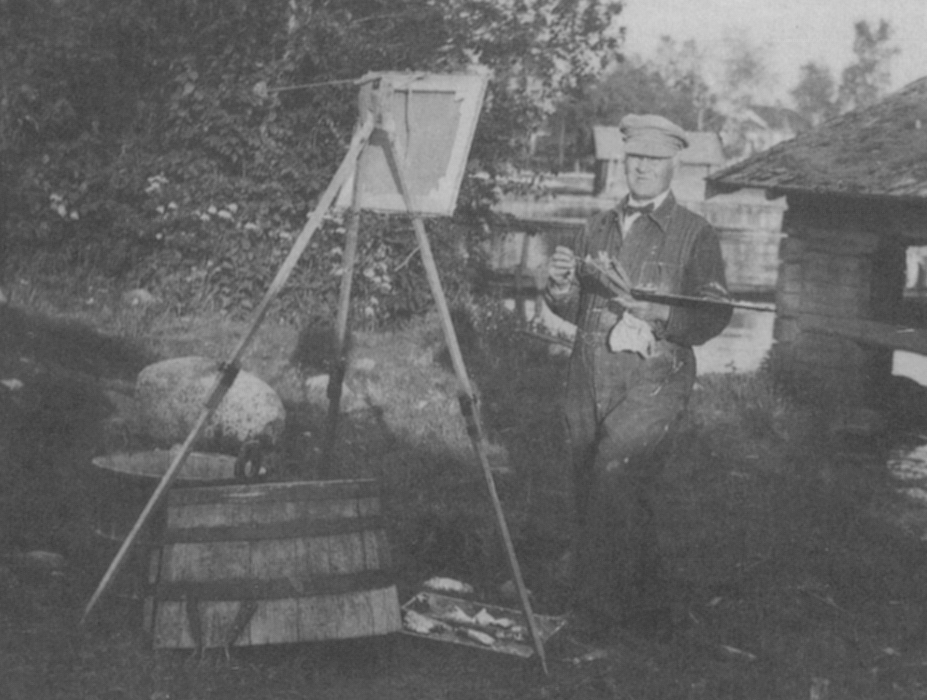
Wilho Sjöström målar i Viitasaari.

Frans Wilho (Wilhelm) Sjöström, född 22 april 1873 i Idensalmi i Finland, död 16 november 1944 i Viitasaari, var en finländsk målare. Han var brorson till Frans Anatolius Sjöström.
Sjöström studerade vid Finska konstföreningens ritskola 1892–93, var elev hos Akseli Gallen-Kallela 1893–94, studerade i Paris 1894–97 samt för Peder Severin Krøyer i Köpenhamn 1899. Han vistades senare i Italien 1903–04, Frankrike och England. 
Av Sjöströms äldre starkt realistiska tavlor kan nämnas Mulen dag (1902, Finska konstföreningen), Såningsmannen (1904),  I sandgropen och porträtt av Ali Munsterhjelm (1909, Finska konstföreningen). I senare arbeten, till exempel Min svärmor (1911), Sommarafton (båda i Finska konstföreningen) och Vinterlandskap (Åbo museum), är han starkt påverkad av det moderna måleriets färgbehandling. Han utförde även porträtt av bland andra Leevi Madetoja, Pehr Evind Svinhufvud och Kyösti Kallio. Han tilldelades professors titel 1932. Sjöström är representerad vid Åbo Akademi.